# Adolph Koldofsky
Adolph Koldofsky   (Londres, 13 de setembre de 1905 - Los Angeles, 8 d'abril de 1951) va ser un violinista nascut a Londres, que va viure la major part de la seva carrera al Canadà i més tard als Estats Units.
Va ser intèrpret d'orquestra i membre de grups de música de cambra; va encarregar i va donar l'estrena de Phantasy Op. d'Arnold Schoenberg. 47 per a violí i piano.

## Biografia
Koldofsky va néixer a Londres el 1905, fill de pares jueus russos. Es va traslladar al Canadà el 1910 i, posteriorment, va tornar a Europa per estudiar violí amb Eugène Ysaÿe i Otakar Ševčík; va fer una gira per Txecoslovàquia com a líder del Quartet de corda Ševčík.
Al Canadà va tocar de forma intermitent amb lOrquestra Simfònica de Toronto del 1923 al 1938. Del 1938 al 1942 va ser segon violí amb lHart House String Quartet, un quartet de Toronto fundat el 1923.

## C. P. E. manuscrits de Bach
Des de 1934 durant diversos anys, Koldofsky va intentar autenticar manuscrits de concerts de teclat que se li van mostrar, que es deia a C. P. E. Bach. Va establir que tots tenien la mateixa lletra, però no la pròpia mà del compositor; set ja eren coneguts, set aparentment desconeguts. Cinc dels concerts desconeguts van rebre estrenes modernes el març i l'abril de 1943 a Toronto pel clavecinista Wanda Landowska, emès per la "Canadian Broadcasting Corporation". Els manuscrits es van dipositar a la Universitat de Califòrnia, Berkeley.
El 1943 es va casar amb l'acompanyant de piano Gwendolyn Williams. Van fer recitals per a violí i piano; Koldofsky va actuar com a solista amb orquestres. Es van traslladar a Vancouver el 1944 i Koldofsky es va convertir en concertista de lOrquestra Simfònica de Vancouver.

## Los Angeles, i darreres obres de Schoenberg
Els Koldofskys es van traslladar a Los Angeles el 1945. Va tocar amb la RKO Studio Orchestra i va oferir recitals de música de cambra; va participar en l'estrena del Trio de corda Op. 45 d'Arnold Schoenberg, emès per KFWB el maig de 1949. Koldofsky va encarregar una obra per a violí i piano a Schoenberg; el Fantasma per a violí amb acompanyament de piano Op. 47 es va compondre el març de 1949 i Koldofsky va fer la seva primera actuació el 13 de setembre del mateix any, 75è aniversari del compositor.
Koldofsky va morir a Los Angeles el 1951. La seva dona va fundar una beca anual, la "Koldofsky Fellowship in Accompanying", a la Universitat del Sud de Califòrnia. Això es va convertir en la beca commemorativa de Gwendolyn i Adolph Koldofsky.